# 妙高高原駅
妙高高原駅（みょうこうこうげんえき）は、新潟県妙高市大字田口にある、えちごトキめき鉄道・しなの鉄道の駅である。
新潟県内の鉄道駅としては最南端に位置している。冬季はスキー・スノーボード等のウインターレジャーで賑わい、夏季は豊かな緑に囲まれるリゾート地、妙高高原の玄関口となっている。

## 概要
えちごトキめき鉄道の妙高はねうまラインと、しなの鉄道の北しなの線が乗入れている。会社境界駅であり、当駅から直江津方面が妙高はねうまライン、長野方面が北しなの線となっている。当駅は両社の共同使用駅で、えちごトキめき鉄道の管轄駅である。しなの鉄道で唯一、新潟県に所在する駅である（但し、しなの鉄道の管轄駅は全て長野県に所在）。当駅の南側を流れる関川が長野県・新潟県の両県境である。鉄道資産上は県境付近が両社の境界だが、営業上では当駅が境界で、運賃体系も変わる。
元々は両路線とも東日本旅客鉄道（JR東日本）の信越本線であったが、2015年3月14日の北陸新幹線長野駅 - 金沢駅間延伸開業に伴う並行在来線の経営分離により、当駅を境に直江津方がえちごトキめき鉄道、長野方がしなの鉄道へ承継され、駅施設もえちごトキめき鉄道へ移管された。
ワンマン運転の運用方法や運用車両の相違等もあり、妙高はねうまラインと北しなの線の相互間を直通運転する列車は存在しない。
移管前の信越本線は当駅がJR支社境で、以南が長野支社、以北が新潟支社の管轄で、新潟支社が当駅を管理していた。以前は特急「あさま」「白山」等全優等列車が停車する主要駅であったが、特急「みのり」廃止以降、当駅を発着する定期優等列車は設定されていない。

## 歴史
- 1888年（明治21年）5月1日：官設鉄道関山 - 長野間開通時に開設。当時の駅名は田口駅（たぐちえき）[1][2][8][3]。
- 1927年（昭和2年）2月8日：大雪（昭和2年豪雪）のため307列車が立往生。地域の青年団や消防組員により炊き出しが行われる[10]。
- 1938年（昭和13年）：後楽園球場で「第1回全日本選抜スキージャンプ東京大会」が開催。スキージャンプ台設置に必要な雪を貨車50両を使い送り出した[11]。
- 1947年（昭和22年）10月12日：昭和天皇の戦後巡幸のお召し列車が停車。奉迎者が駅に集う[12]。
- 1964年（昭和39年）
  - 6月10日：昭和天皇、香淳皇后が第19回国民体育大会開催に合わせて県内を行幸啓。高田駅発、田口駅着のお召し列車が運転[13]。
  - 6月12日：田口駅発、原宿駅行きのお召し列車が運転。
- 1969年（昭和44年）10月1日：妙高高原駅（みょうこうこうげんえき）に改称[1][8]。
- 1971年（昭和46年）12月1日：観光センター開設[14]。
- 1974年（昭和49年）5月：みどりの窓口営業開始[15]。
- 1984年（昭和59年）1月20日：貨物取扱廃止[16]。
- 1985年（昭和60年）3月14日：荷物扱い廃止[16]。
- 1987年（昭和62年）4月1日：国鉄分割民営化に伴い、JR東日本の駅となる[8]。
- 2015年（平成27年）3月14日：北陸新幹線・長野駅 - 金沢駅間延伸開業に伴い[6][7]、長野駅 - 当駅間がしなの鉄道に[6][7]、当駅 - 直江津駅間がえちごトキめき鉄道へ移管[9]。路線名を「北しなの線」「妙高はねうまライン」に改称[9]、当駅はえちごトキめき鉄道へ移管[3]。
- 2017年（平成29年）5月1日：JR線の発券システムをビジネスえきねっとからマルス端末に更新。
- 2026年（令和8年）春季：北しなの線における交通系ICカード「Suica」利用サービス開始（予定）[17]。

## 駅構造
単式ホーム1面1線と島式ホーム1面2線、計2面3線を有する地上駅で、単式ホーム西側に面して駅舎が所在し、両ホームは跨線橋で連絡している。
えちごトキめき鉄道が管理する直営駅で、えちごトキめき鉄道としなの鉄道の共同使用駅となっている。
コンコースには切符販売窓口・有人改札口（営業時間 7時00分 - 19時30分）の他、タッチパネル式自動券売機・屋内待合室・自動販売機・コインロッカー・化粧室が設置されている。
窓口にはマルス端末が配置されており、全国JR線乗車券・特急券・特別企画乗車券を発売している（JR線と直接接している関係上「業務委託駅」扱いで設置している直江津駅と異なり「旅行会社」扱いで設置しており、カード購入券払戻は当駅発行分のみで、えきねっとは受取不可）。
なお、しなの鉄道乗車券は窓口・券売機共に北しなの線区間内各駅までの取扱となっている。

### のりば
北しなの線は2番のりば、妙高はねうまラインは3番のりば（一部列車は1番のりば）からの発着で、一部時間帯を除き同一ホーム上で概ね10分以内に乗換が可能なダイヤが編成されている。
ホームは西側から順に、以下の通り。
| のりば | 路線                | 行先                 | 備考       |
| ------ | ------------------- | -------------------- | ---------- |
| 1      | ■妙高はねうまライン | 上越妙高・直江津方面 | 一部の列車 |
| 2      | ■北しなの線         | 長野方面             |            |
| 3      | ■妙高はねうまライン | 上越妙高・直江津方面 |            |

- 移管前は1番線が直江津方面、3番線が長野方面で、2番線は両方面の折り返し列車が入線していた[2]。

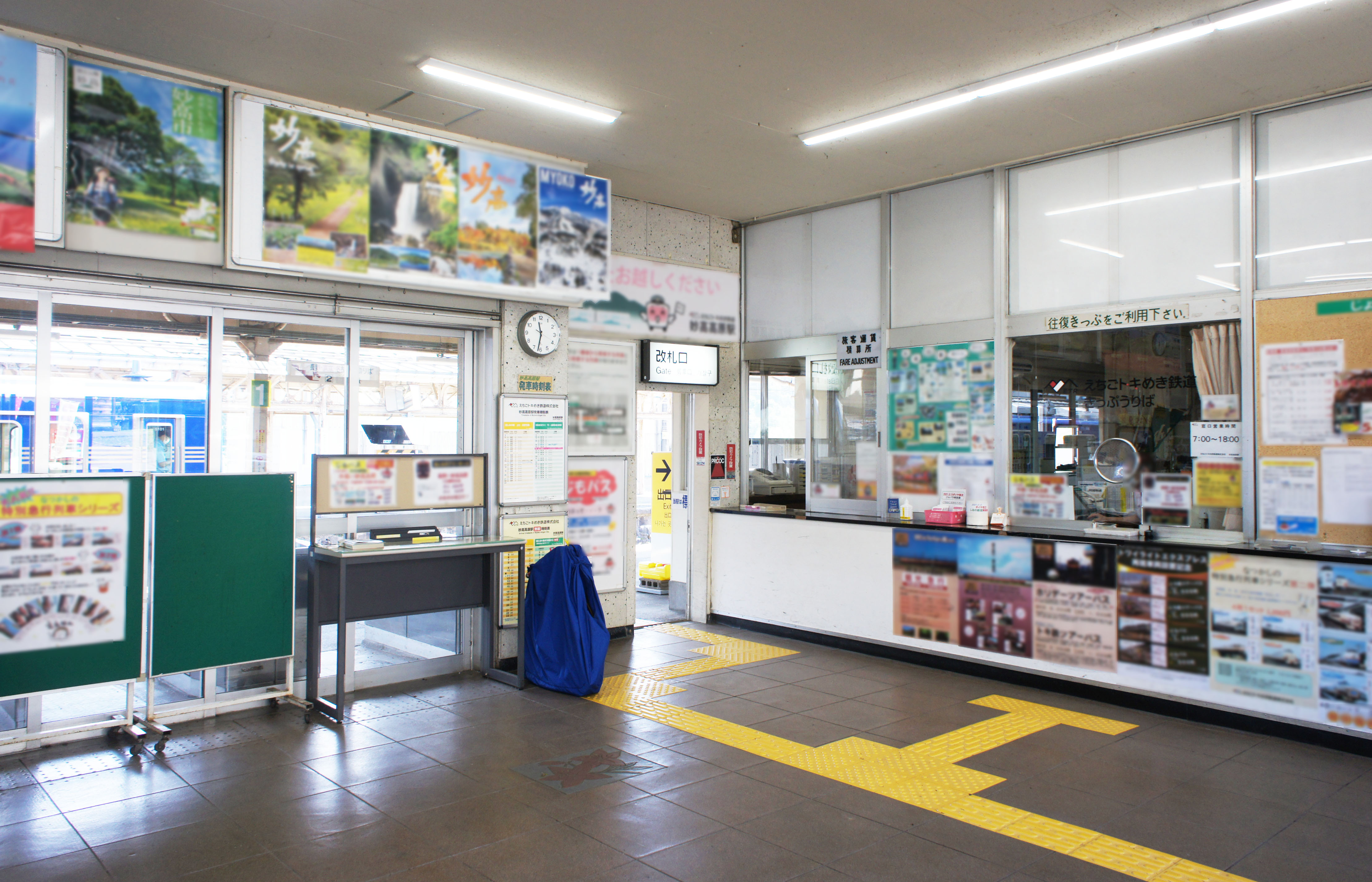
改札口（2021年8月）
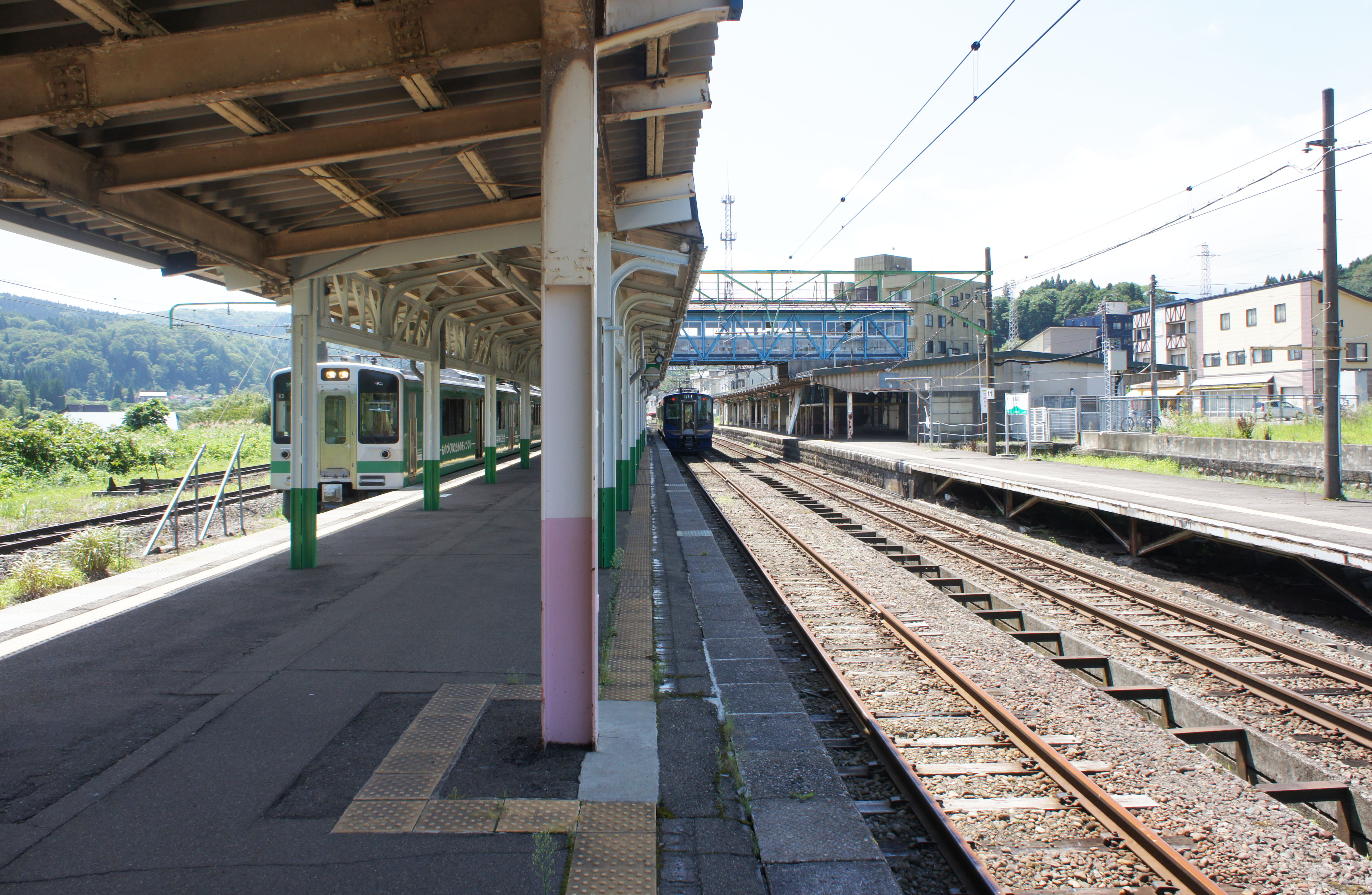
ホーム（2021年8月）

### 改修計画
妙高市では当駅を新井駅と合わせ、2018年度着工を目標に改修し、内外装改修、観光案内所設置、跨線橋へのエレベータ新設を計画していたが、2016年に既設の跨線橋が流用出来ない等で改修費用が想定を超え、市で全額を賄えないこと、えちごトキめき鉄道が改修後の施設維持費を市に求めたため中止となった。
その後、妙高市では2017年度に、駅舎傍の私有地に木造平屋建ての新施設を建設し、市観光協会が運営している観光案内所機能を移設するほか、休憩所やトイレ、コインロッカーを備えることとした。なお市議会では、駅舎内の観光案内施設設置などについて、引き続きえちごトキめき鉄道側と協議するよう意見が出されている。
2025年1月、妙高市と新潟県、えちごトキめき鉄道が進めている妙高高原駅のバリアフリー化について、市は従来方針のエレベーター設置を断念し、ホーム間を平面移動できるように計画を変更することとした。現在、2番ホームから改札へはこ線橋を渡る必要があるが、1番ホームを拡幅することで直接改札へ行けるようにする。エレベーター設置に比べ、費用圧縮や工期短縮ができる。妙高市は2026年度の着工を目指す。22年の市長選で城戸陽二妙高市長が、エレベーターの設置を含む妙高高原駅の改築を公約に掲げて当選。市長は国の補助金を活用して整備する方針を示していたが、基礎杭の設計変更や人件費・資材費の高騰もあり、工事費は当初見込みの4億2870万円から、最大で約14億円に増大する見通しとなった。新たな計画では、長さ257.5ｍの1番ホームのうち66ｍを2番線まで拡幅する。これにより2番線に到着した乗客が改札へ平面移動できるようになる。

### コワーキングスペース
2020年（令和2年）2月、それまで倉庫として使われていた駅舎内のスペースをリノベーションする形でコワーキングスペースがオープンした。

## 駅弁
かつて駅構内では、駅前で土産品店を営んでいた合名会社石田商店（石田屋）が調製する駅弁「妙高の笹寿司」「あんもち」などが販売されていた。しかし鉄道利用者の減少等に伴って売行きが落込み、構内営業から撤退。その後も石田屋店内で引続き販売されていたが、笹寿司は2011年2月限りで調製・販売終了、石田屋も同年5月15日の営業を最後に閉店・廃業した。

## 利用状況
2023年度（令和5年度）の1日平均乗車人員は213人である。
2000年度（平成12年度）以降の推移は以下の通り。なお、2000年度（平成12年度） - 2014年度（平成26年度）の統計はJR東日本時代のものである。また、2014年度（平成26年度）の統計は非公表である。
| 乗車人員推移       | 乗車人員推移     | 乗車人員推移    |
| 年度               | 1日平均 乗車人員 | 出典            |
| ------------------ | ---------------- | --------------- |
| 2000年（平成12年） | 644              | [ 利用客数 2 ]  |
| 2001年（平成13年） | 575              | [ 利用客数 3 ]  |
| 2002年（平成14年） | 537              | [ 利用客数 4 ]  |
| 2003年（平成15年） | 503              | [ 利用客数 5 ]  |
| 2004年（平成16年） | 486              | [ 利用客数 6 ]  |
| 2005年（平成17年） | 481              | [ 利用客数 7 ]  |
| 2006年（平成18年） | 445              | [ 利用客数 8 ]  |
| 2007年（平成19年） | 423              | [ 利用客数 9 ]  |
| 2008年（平成20年） | 435              | [ 利用客数 10 ] |
| 2009年（平成21年） | 417              | [ 利用客数 11 ] |
| 2010年（平成22年） | 390              | [ 利用客数 12 ] |
| 2011年（平成23年） | 358              | [ 利用客数 13 ] |
| 2012年（平成24年） | 359              | [ 利用客数 14 ] |
| 2013年（平成25年） | 373              | [ 利用客数 15 ] |
| 2014年（平成26年） | 非公表           | 非公表          |
| 2015年（平成27年） | 305              | [ 利用客数 16 ] |
| 2016年（平成28年） | 273              | [ 利用客数 17 ] |
| 2017年（平成29年） | 282              | [ 利用客数 18 ] |
| 2018年（平成30年） | 273              | [ 利用客数 19 ] |
| 2019年（令和元年） | 277              | [ 利用客数 20 ] |
| 2020年（令和02年） | 176              | [ 利用客数 21 ] |
| 2021年（令和03年） | 186              | [ 利用客数 22 ] |
| 2022年（令和04年） | 208              | [ 利用客数 23 ] |
| 2023年（令和05年） | 213              | [ 利用客数 1 ]  |

## 駅周辺

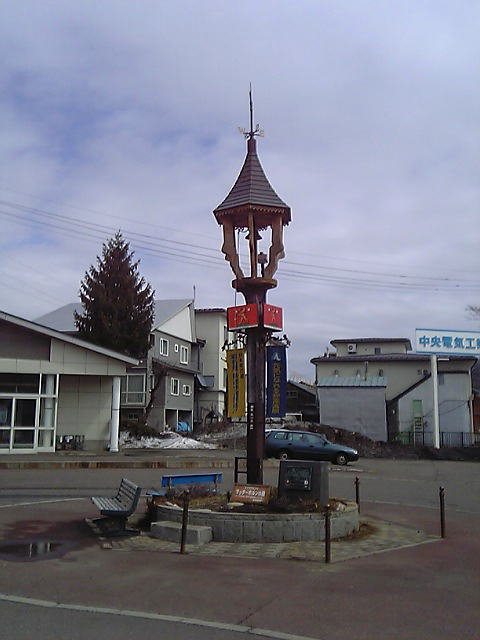
駅前のバスターミナルに設置された「マッターホルンの鐘」

当駅周辺はスキー等のウインターレジャーや温泉が楽しめるリゾート地となっており、苗名滝や笹ヶ峰高原を始めとする妙高戸隠連山国立公園の自然を対象とした観光も盛んである。
当駅は観光の玄関口となっており、駅舎向かい側には土産品店や飲食店等の商店や観光協会が、南側の路地の先には温泉旅館等が所在する。なお、駅舎正面はタクシーのりばとなっているが、駅前広場が狭小なため、後述のバスターミナルは駅舎北側に設けられている。
- 妙高高原観光案内所
- 妙高高原メッセ[29]
- 妙高温泉 関川共同浴場 大湯[30]
- 新日本電工妙高工場（旧中央電気工業本社工場） - 1909年開設

- 国道18号（妙高野尻バイパス）
- 新潟県道39号妙高高原公園線

## バス路線

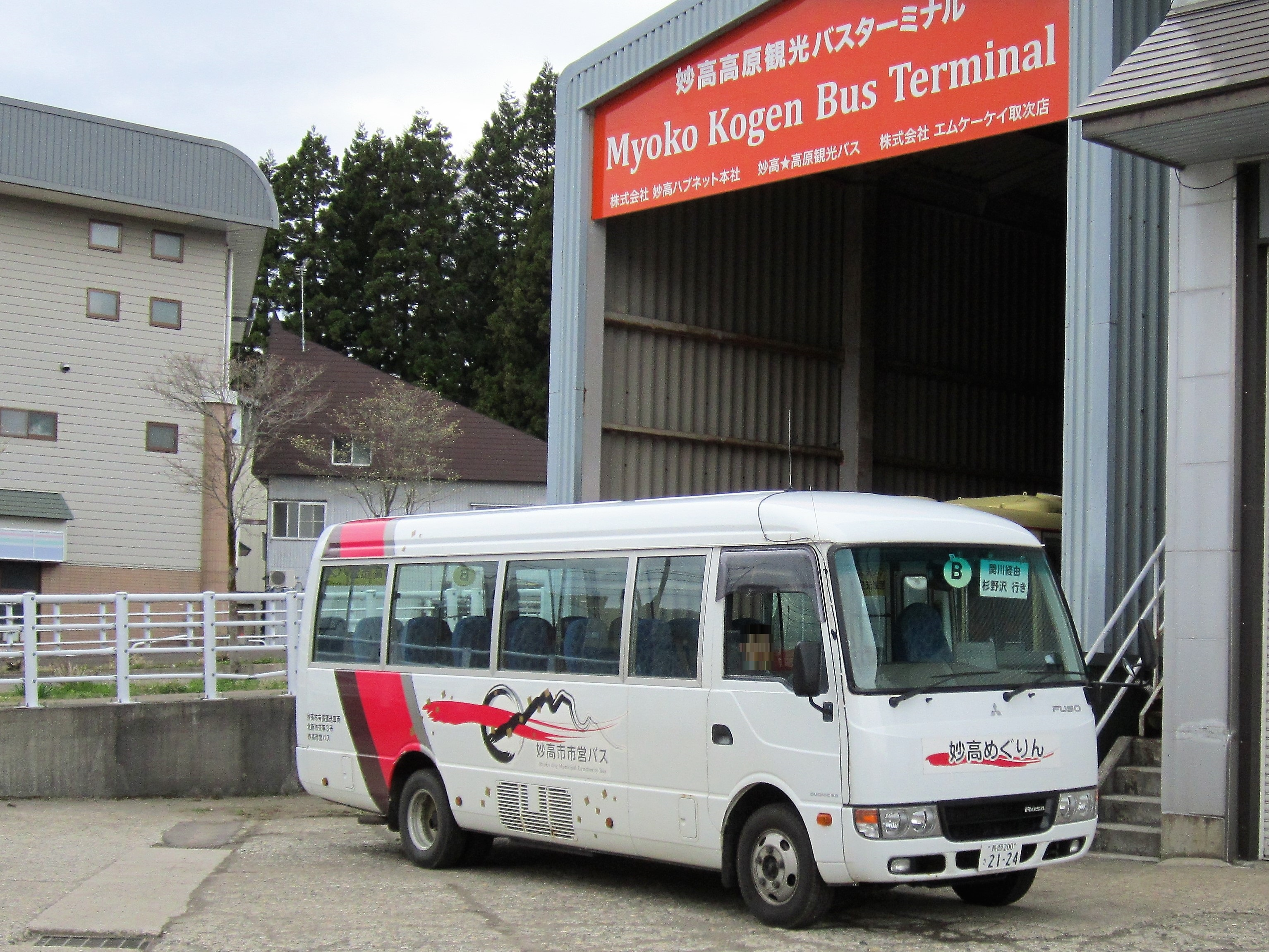
妙高市市営バス「妙高めぐりん」（2019年4月）

駅前にあるバスのりばからは、妙高高原地区内の各方面へ向かう路線バスが発着している。
妙高高原地区の路線バスは、1927年（昭和2年）に開業した川中島自動車（後の川中島バス、現・アルピコ交通）傘下の妙高自動車が路線を開設したのが端緒である。以後アルピコグループによる運行が継続されて来たが、アルピコ交通は2012年（平成24年）9月30日を以って妙高営業所を閉鎖し妙高高原地区から撤退、翌10月1日からアルピコ交通の2路線は頸城自動車グループの頸南バスへ移管された。その後2016年（平成28年）3月31日限りで頸南バスも笹ヶ峰直行バスを除き撤退し、妙高市市営バスが後を引き継いで運行することとなった。
妙高高原駅バスターミナル
- 妙高市市営バス[32]
  - A 赤倉線：赤倉足湯 ※冬季は赤倉銀座止まり
  - B 杉野沢線：杉野沢
- 信濃町新交通バス
  - 1：古海・菅川
- 頸南バス
  - 笹ヶ峰直行バス：笹ヶ峰 ※7月中旬ごろ - 10月下旬ごろ運行[33]

- 長電バス
  - 高速バス 神戸・大阪・京都 - 長野・湯田中・飯山線（季節運行）：京都・大阪・神戸方面

この他、スキーシーズンには様々なシャトルバスが運行される。

## 隣の駅
えちごトキめき鉄道
■妙高はねうまライン
■快速（土休日のみ運転、臨時列車扱い）・■普通
妙高高原駅 - 関山駅
しなの鉄道
■北しなの線
- 特別快速「軽井沢リゾート号」発着駅

■普通（長野駅から快速となる列車含む）
黒姫駅 - 妙高高原駅

### 記事本文